# Lalita Wadżra
Lalita Wadżra – wielki buddyjski mahasiddha z Indii, który otrzymał kompletny przekaz tantry Wadźrabhajrawa, inaczej zwanej Jamantaka, od Dżnianadakini, która przechowywała tę tantrę Buddy Siakjamuniego. 
Lalita Wadżra był nauczycielem z klasztoru Nalanda w Indiach. Po dogłębnych studiach, powodowany potrzebą odkrycia zapomnianych nauk o "Mandziuśrim, wadżra-przeraźliwym", otrzymał wizję tego bodhisattwy, z pouczeniem, jak odszukać nauki. Lalita Wadżra ostatecznie odnalazł miejsce, gdzie przechowywano tantrę Wadżrabhajrawę i gdzie przebywała Dżnianadakini Rolangma, która dała mu kompletny przekaz Jamantaki. 
Obecnie tantra Wadżrabhajrawa nauczana jest w szkołach gelug, sakja i niektórych podszkołach kagju buddyzmu tybetańskiego.